# سرزمین خاکستری
سرزمین خاکستری یک مجموعه تلویزیونی محصول سال ۱۳۷۹–۱۳۸۰ به کارگردانی، نویسندگی مرتضی احمدی هرندی و تهیه‌کنندگی مصطفی منتظری می‌باشد که از شبکه دو پخش شد. این مجموعه در ۲۶ قسمت ۴۰ دقیقه‌ای تهیه شد.

## بازیگران
- داریوش ارجمند
- نادیا دلدار گلچین
- ابراهیم بخشی
- لیلا بلوکات

## عوامل تولید
- نویسنده و کارگردان: مرتضی احمدی هرندی
- پژوهش و نگارش: جلیل عرفانمنش
- مدیر تصویربرداری: مرتضی کشفی
- تصویربردار: رامین وکیلی
- موسیقی: مهرداد جنابی
- تدوین: مرتضی هرندی
- طراح گریم: بابک شعاعی
- اجرای گریم: مرضیه آشتیانی
- مدیر صدابرداری: نادر رضایی
- صدابردار: ابراهیم بخشی
- دستیار کارگردان و برنامه ریز: مسعود عسگری
- مدیر تولید: علی گنجی
- تهیه‌کننده: مصطفی منتظری